# 中村真衣
中村真衣（1979年7月16日—）是一名日本女子游泳运动员。她在2000年夏季奥林匹克运动会中，参加了女子4x100米混合泳接力比赛以及100米仰泳比赛并分别获得铜牌和银牌。